# رابرت اوکسنفلد
 رابرت اوکسنفلد (انگلیسی: Robert Ochsenfeld؛ زاده ۱۸ مهٔ ۱۹۰۱ درگذشته ۵ دسامبر ۱۹۹۳) یک فیزیک‌دان اهل آلمان بود.